# Advanced Camera for Surveys

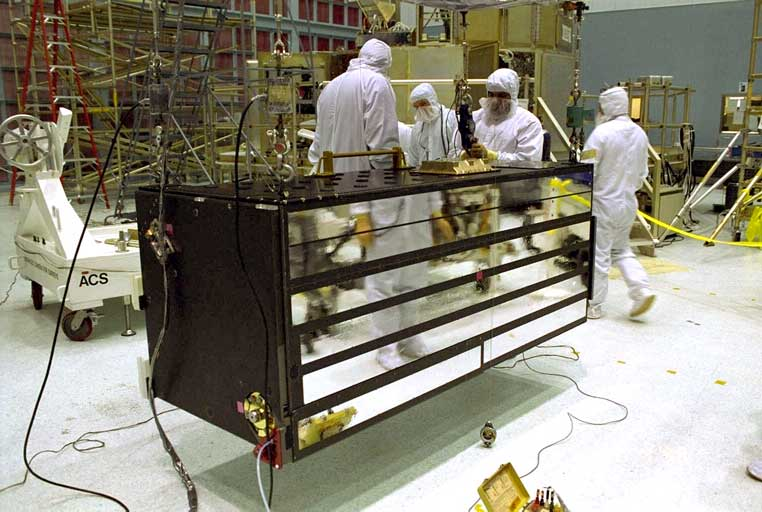
La caméra avancée pour les enquêtes dans la salle blanche du Goddard Space Flight Center dans le Maryland, avant son installation sur le télescope spatial Hubble.

L'Advanced Camera for Surveys (ACS) est un instrument axial de troisième génération à bord du télescope spatial Hubble. La conception initiale et les capacités scientifiques de l'ACS ont été définies par une équipe basée à l'Université Johns-Hopkins. L'ACS a été assemblé et testé de manière approfondie chez Ball Aerospace & Technologies Corp. et au Goddard Space Flight Center et a subi une dernière vérification de préparation au vol au centre spatial Kennedy avant son intégration dans la soute de l'orbiteur Columbia. Il a été lancé le 1er mars 2002, dans le cadre de la mission de maintenance STS-109 et installé sur Hubble le 17 mars, en remplacement de la Faint Object Camera (dernier instrument d'origine). ACS a coûté 86 millions de dollars à l'époque.
C'est un instrument très polyvalent qui est devenu le principal instrument d'imagerie à bord d'Hubble. Il offre plusieurs avantages par rapport aux autres instruments : trois canaux indépendants à haute résolution couvrant l'ultraviolet jusqu'aux régions proches de l'infrarouge du spectre, une grande zone de détection et une efficacité quantique, entraînant une augmentation de l'efficacité de découverte d'Hubble d'un facteur de dix, un riche complément de filtres et de capacités coronographiques, polarimétriques et un grisme. Les observations entreprises par l'ACS ont fourni aux astronomes une vue de l'Univers avec une sensibilité unique, comme en témoigne le champ ultra-profond d'Hubble, et englobant un large éventail de phénomènes astronomiques, depuis les comètes et planètes du Système solaire jusqu'aux quasars les plus éloignés connus.